# Chen Yufeng
Chen Yufeng (kinesiska: 陈玉凤), född den 17 januari 1970, är en kinesisk fotbollsspelare. Vid fotbollsturneringen under OS 1996 i Atlanta deltog hon i det kinesiska lag som tog silver.